# What Hurts the Most
What Hurts the Most ist ein Lied des US-amerikanischen Country-Sängers Mark Wills aus dem Jahr 2003. Bekanntheit erlangte das Stück auch im Jahr 2007 durch eine Coverversion durch die deutsche Band Cascada, deren Version zum weltweiten Charthit avancierte.

## Entstehung und Veröffentlichung
Das Lied wurde von Steve Robson und Jeffrey Steele getextet beziehungsweise komponiert. Der Interpret zeichnete, zusammen mit Chris Lindsey, für die Produktion verantwortlich.
Die Erstveröffentlichung von What Hurts the Most erfolgte als Teil von Mark Wills fünften Studioalbum And the Crowd Goes Wild am 21. Oktober 2003 bei Mercury Records (Katalognummer: B000101202).

## Coverversion von Cascada
Das deutsche Dance-Projekt Cascada veröffentlichte im Jahr 2007 eine Coverversion zu What Hurts the Most. Diese basiert auf einem Sample, bei dem musikalisch und textlich keine Änderungen erfolgen und die Originalautoren weiterhin alleinige Urheber sind. Die Produktion erfolgte durch die Cascada-Mitglieder Yann Peifer (Yanou) und Manuel Reuter (Manian).
Die Erstveröffentlichung erfolgte als Single am 3. Dezember 2007 bei Zooland Records (Katalognummer: ZD097), dem eigenen Musiklabel von Manian und Yanou. Diese erschien weltweit in verschiedenen Ausführungen, die sich durch die Anzahl und Auswahl der B-Seiten unterscheiden. Am gleichen Tag erschien das Lied als Teil des zweiten Cascada Studioalbums Perfect Day.

### Musikvideo
Das offizielle Musikvideo wurde am 4. Januar 2008 auf dem offiziellen MyVideo-Kanal des Plattenlabels Universal Music Group hochgeladen. Am Anfang ist Natalie Horler zu sehen, wie sie mit einem traurigen Gesichtsausdruck auf einem Sofa sitzt. Sie wird in drei verschiedenen Szenen gezeigt. In einer lässt sie sich ein Tattoo stechen, in der zweiten wird sie auf einer Party gezeigt und in der dritten sitzt sie an einer Mauer, an der auf der anderen Seite ihr Freund sitzt. Am Ende geht sie in ein Zimmer und lässt mit einem Lachen die Tür vor ihrem Freund ins Schloss fallen. Es wurde innerhalb von vier Jahren über 200.000-mal angeklickt.

### Chartplatzierungen
| ChartsChartplatzierungen       | Höchstplatzierung | Wochen |
| ------------------------------ | ----------------- | ------ |
| Deutschland (GfK)              | 9 (11 Wo.)        | 11     |
| Österreich (Ö3)                | 3 (16 Wo.)        | 16     |
| Vereinigte Staaten (Billboard) | 52 (14 Wo.)       | 14     |
| Vereinigtes Königreich (OCC)   | 10 (19 Wo.)       | 19     |

| ChartsJahrescharts (2008) | Platzierung |
| ------------------------- | ----------- |
| Deutschland (GfK)         | 96          |
| Österreich (Ö3)           | 64          |

### Auszeichnungen für Musikverkäufe
What Hurts the Most erhielt unter anderem eine Goldene Schallplatte in den Vereinigten Staaten für über 500.000 verkaufte Einheiten. Insgesamt erhielt die Single je eine Silberne und Goldene Schallplatte und verkaufte sich laut Schallplattenauszeichnungen mehr als 700.000 Mal.
| Land/Region                  | Auszeichnungen für Musikverkäufe (Land/Region, Auszeichnung, Verkäufe) | Verkäufe |
| ---------------------------- | ---------------------------------------------------------------------- | -------- |
| Vereinigte Staaten (RIAA)    | Gold                                                                   | 500.000  |
| Vereinigtes Königreich (BPI) | Silber                                                                 | 200.000  |
| Insgesamt                    | 1× Silber · 1× Gold ·                                                  | 700.000  |